# 比拉南特
比拉南特，是西班牙加泰罗尼亚赫罗纳省的一个市镇。总面积17平方公里，总人口317人（2001年），人口密度19人/平方公里。